# Ignacio López del Hierro
Ignacio López del Hierro (Sevilla, 16 de junio de 1947), es un empresario y político español.

## Biografía
Nació en Sevilla y es el pequeño de ocho hermanos. Estudió Económicas en Madrid, donde tuvo relación con el Partido Liberal Demócrata, para después incorporarse a UCD, el partido liderado por Adolfo Suárez.
En 1979, se convirtió en gobernador civil de Toledo (durante dos años), el más joven de la historia de España.[cita requerida]
De allí pasó a Sevilla, con el mismo cargo (cuatro meses). Dio el salto a la empresa, donde hizo una carrera de cuatro décadas formando parte de los consejos de empresas como Liberbank, Itínere, Iberinco, Iberdrola Inmobiliaria, Renta Corporación, Avanzit o Metrovacesa.